# Звичка розлучатися (фільм)
«Звичка розлучатися» — кінофільм режисера Екатерини Телегіной, який вийшов на екрани в 2013 році.

## Зміст
Історія про дівчину, яка не може влаштувати своє особисте життя. У пошуках відповіді, чому всі її стосунки не склалися, вона вирішує зустрітися з усіма своїми колишніми і запитати у них, що вони думають з цього приводу. Чи знайде вона відповідь на своє запитання? Ні. Чи знайде вона своє кохання? Звичайно, так!

## Ролі
| Актор               | Роль |
| ------------------- | ---- |
| Олена Константинова | -    |
| Данила Козловський  | -    |
| Єлизавета Боярська  | -    |
| Поліна Філоненко    | -    |
| Олександра Тюфтей   | -    |
| Олександр Петров    | -    |
| Олексій Філимонов   | -    |
| Карло Лаванья       | -    |
| Петро Риков         | -    |
| Петро Федоров       | -    |

## Знімальна група
- Режисер — Екатерина Телегина
- Сценарист — Василий Ровенский
- Продюсер — Василий Ровенский, Анастасия Акопян, Катерина Кабак
- Композитор — Максим Головін